# Andrakammarvalet i Sverige 1887 (september)
Det ordinarie andrakammarvalet 1887 i Sverige hölls i september detta år. 

## Valsystem
Valsättet var en blandning av indirekta- och direkta val. I 104 av landsbygdens 146 valkretsar tillämpades direkta val och detsamma gällde 40 av de 41 stadsvalkretsarna. Resterande 42 landsbygdsvalkretsar och Växjö och Oskarshamns valkrets tillämpade alltså indirekta val, vilka utfördes av elektorer. Stadsvalkretsarna valde totalt 76 ledamöter. Dessa var i regel enmansvalkretsar med undantag för de största städerna som fick fler mandat, dessa var; Stockholm (22 mandat), Göteborg (9 mandat), Malmö (4 mandat), Norrköping (2 mandat), Gävle (2 mandat) och Uppsala (2 mandat). Alla landsbygdsvalkretsar hade ett mandat var.
Rösträtt till andra kammaren hade män som var över 21 år och hade inkomst på minst 800 kronor per år eller ägde en fastighet taxerad till minst 1 000 kronor, eller arrenderade en fastighet taxerad till minst 6 000 kronor. För att vara valbar skulle man ha fyllt 25 år och bo i valkretsen. Av folkmängden den 31 december 1886, 4 717 189, hade 278 039 (5,9 %) rösträtt.

## Valresultat
När de första resultaten i andrakammarvalet kom in såg det ut som frihandlarna hade fått majoritet i kammaren. Det visade sig dock efter ett tag att en av de valda riksdagskandidaterna på den frihandelsvänliga Stockholmslistan - "Ångköks-Olle" - hade en obetald skatteskuld om 11 kronor och 58 öre. Enligt den då gällande vallagen måste man ha betalt sin skatt för att vara valbar till riksdagen. Detta upptäcktes och valet av den valda stockholmslistan överklagades till Högsta domstolen.
Högsta domstolen underkände den valda frihandelsvänliga Stockholmslistan till förmån till den tullskyddsvänliga listan som därmed förklarades vara vald. Tullskyddsvännerna fick därmed majoritet, vilket i längden blev ohållbart för ministären Themptander som avgick i februari 1888 och ersattes av regeringen Gillis Bildt.

### Partivis

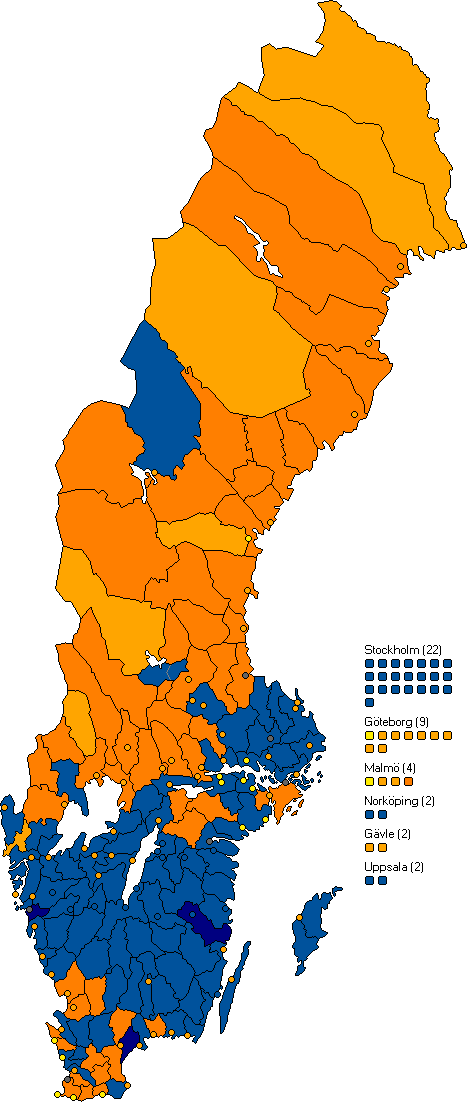
Valresultat per valkrets.

Siffrorna avser de sammanlagda röstetalen för riksdagsledamöter som tillhörde respektive parti under riksdagen 1888 och baseras, liksom antalet mandat, på uppgifter om riksdagsledamöters partitillhörighet från bokserien Tvåkammarriksdagen 1867–1970. Röstetalen på valkretsnivå är hämtade från SCB. I stadsvalkretsar med flera mandat har röstetalen skattats. Det ska också påpekas att partigrupperingarna var relativt diffusa och att partibyten inte var ovanliga.
|                      |                        |                |                |        |        |
| Parti                | Parti                  | Röstfördelning | Röstfördelning | Mandat | Mandat |
| Parti                | Parti                  | Röster         | %              | Antal  | +/-    |
|                      | Nya lantmannapartiet   | 31 812         | 34,6           | 115    | nytt   |
|                      | Frihandlare            | 25 371         | 27,6           | 42     | -      |
|                      | Gamla lantmannapartiet | 17 625         | 19,2           | 54     | nytt   |
|                      | Protektionister        | 12 813         | 14,0           | 3      | -      |
|                      | Frihandelspartiet      | 1 736          | 1,9            | 8      | -3     |
|                      | Övriga                 | 2 486          | 2,7            | -      | -      |
| Antal giltiga röster | Antal giltiga röster   | 91 843         | 100            | 222    | +1     |
| Ogiltiga röster      | Ogiltiga röster        | 8 027          |                |        |        |
| Totalt               | Totalt                 | 99 870         |                |        |        |

#### Andel röster
| Röster          | Röster          | Röster | Röster  | Röster  |
| --------------- | --------------- | ------ | ------- | ------- |
|                 |                 |        |         |         |
|                 |                 |        |         |         |
| Nya LMP         | Nya LMP         |        | 34,64 % | 34,64 % |
| Frihandlare     | Frihandlare     |        | 27,62 % | 27,62 % |
| Gamla LMP       | Gamla LMP       |        | 19,19 % | 19,19 % |
| Protektionister | Protektionister |        | 13,95 % | 13,95 % |
| AKFP            | AKFP            |        | 1,89 %  | 1,89 %  |
| Övriga          | Övriga          |        | 2,71 %  | 2,71 %  |

#### Andel mandat
| Mandat          | Mandat          | Mandat | Mandat  | Mandat  |
| --------------- | --------------- | ------ | ------- | ------- |
|                 |                 |        |         |         |
|                 |                 |        |         |         |
| Nya LMP         | Nya LMP         |        | 51,80 % | 51,80 % |
| Gamla LMP       | Gamla LMP       |        | 24,33 % | 24,33 % |
| Frihandlare     | Frihandlare     |        | 18,92 % | 18,92 % |
| AKFP            | AKFP            |        | 3,60 %  | 3,60 %  |
| Protektionister | Protektionister |        | 1,35 %  | 1,35 %  |

### Fotnoter
1. ↑  Riksdagsordningen 1866
2. ↑  I dessa valkretsar har ett partis röstetal dividerats på antalet röster varje väljare hade att ge. Annars skulle dessa valkretsar överrepresenteras kraftigt i röstfördelningen.
3. ↑  Härmed avses frihandlare som inte är hänförliga till något riksdagsparti.
4. ↑  Härmed avses protektionister som inte är hänförliga till något riksdagsparti.